# Penelope Rosemont
Penelope Rosemont (Chicago, 1942) es una artista visual, escritora, editora y activista social estadounidense. Forma parte del grupo surrealista fundado por André Breton en 1965. Con Franklin Rosemont, Bernard Marszalek, Robert Green y Tor Faegre, estableció el Grupo Surrealista de Chicago en 1966. Entre 1964 y 1966 fue miembro del sindicatoTrabajadores Industriales del Mundo (IWW), conocidos como los Wobblies y formó parte del colectivo nacional de Estudiantes por una Sociedad Democrática (SDS) en el periodo 1967-68. Sus influencias incluyen a Andre Breton y Guy Debord de Internacional Situacionista, Emma Goldman y Lucy Parsons.

## Trayectoria
Estudió en Lake Forest College. Entre 1964 y 1966 fue miembro del sindicatoTrabajadores Industriales del Mundo (IWW), comúnmente conocidos como los Wobblies y formó parte del colectivo nacional de Estudiantes por una Sociedad Democrática (SDS) en el periodo 1967-68.
Según cuenta Rosemont en su libro Surrealist Experiences, antes de 1965, se había formado en Chicago el grupo Rebel Worker y este fue el impulso que hizo a los Rosemont ir a París a conocer a los surrealistas con los que se habían estado carteando. El plan inicial era ir primero a Londres y luego a París, pero debido a un burócrata de inmigración británico fueron deportados a París. En ese momento se estaba celebrando la exposición surrealista L'Ecart absolu. Asistieron a una fiesta de fin de año organizada por los surrealistas donde pudieron hablar con Breton antes de que enfermara gravemente unos meses después. Los Rosemont escribieron sobre este encuentro con Breton y los miembros del grupo surrealista durante su estancia en París entre diciembre de 1965 y mayo de 1966. Ella lo hizo en los libros Surrealist Experiences: 1001 Dawns, 221 Midnights y en su obra autobiográfica Dreams and Everyday Life: Andre Breton, Surrealism, Rebel Worker, SDS, & the Seven Cities of Cibola, A 1960s Notebook mientras que Franklin lo analizó en su libro An Open Entrance into the Shut Palace of Wrong Numbers. Asimismo, los Rosemont son mencionados en el libro de Helena Lewis de 1988 sobre el surrealismo y la política, Dada Turns Red, donde se puede leer:
"También hubo un grupo de jóvenes en Chicago a finales de los años 60 que establecieron una conexión entre el surrealismo y el antiguo IWW, The Rebel Worker en el que aparecían traducciones de escritura surrealista y también publicaron una antología artística de textos políticos surrealistas en el que el editor, Franklin Rosemont, explicó cómo el surrealismo fue relevante para su movimiento".
El grupo Surrealista de Chicago, bajo su sello Black Swan Press, publicó entre 1970 y 1989, de forma esporádica la revista Arsenal/Surrealist Subversion, en la que se recogía la obra de Richard Huelsenbeck, Andre Breton, Georges Bataille, Ted Joans, Jayne Cortez y muchos otros surrealistas, unos más conocidos y otros menos. Los Rosemont formaron parte del consejo de redacción, junto con, para el número 4, los coeditores Paul Garon, Joseph Jablonski y Philip Lamantia. Rosemont además, fue  escritora y diseñadora gráfica de la revista y de otras publicaciones.
En 1983, ella y Franklin Rosemont se convirtieron en directores de Charles H. Kerr & Company, una editorial de libros sobre historia e historia de Chicago.
Además de editar la antología Surrealist Women, Rosemont escribió extensamente sobre mujeres del movimiento surrealista, especialmente sobre Toyen y otras mujeres que a menudo son omitidas de la historia del surrealismo, en su libro Surrealist Experiences. También ha participado en debates y artículos públicos para promover y defender a estas mujeres. Por su presencia en el movimiento surrealista estadounidense, su activismo y sus publicaciones, ha sido una de las personas que han dado mayor relieve a las mujeres en el movimiento.
A Rosemont, pintora, fotógrafa y collagista, se le atribuye haber inventado una serie de métodos de collage surrealistas que incluyen el "paisajismo" y la "música de insectos", en la que se colocan formas recortadas en el fondo de una partitura musical.  Varios dibujos y obras de Rosemont aparecen en sus libros y son particularmente abundantes en Surrealist Experiences: 1001 Dawns, 221 Midnights.

## Selección de obras
Como escritora
- En 1971, publicó Athanor (Black Swan Press, Serie: Surrealist editions).
- En 1992, salió Beware of the Ice (Black Swan Press). ISBN 978-0941194327.
- En 1997, en coautoría con Franklin Rosemont y el también surrealista de Chicago Paul Garon publicó The Forecast is Hot!, and Other Collective Declarations of the Surrealist Movement in the United States, 1966-1976 (Black Swan Press) . ISBN 978-0941194297.
- En 1998, se publicó la obra Surrealist Women: An International Anthology (Universidad de Texas) de la que fue editora y para la que escribió una extensa introducción. Se trata de un libro de más de 500 páginas con textos y arte de mujeres del movimiento surrealista de todos los tiempos, que se remonta a los inicios del surrealismo en la década de 1920. Cuenta entre otras con Meret Oppenheim, Mary Low, Leonora Carrington, Nancy Cunard, Frida Kahlo, Dorothea Tanning, Elisa Breton, Kay Sage, Jayne Cortez, Rikki Ducornet. ISBN 978-0292770874.
- En 2000, salió Surrealist Experiences: 1001 Dawns, 221 Midnights (Black Swan Press). ISBN 978-0941194440.
- En 2000, escribió el prólogo de Crime & Criminals: Address to the Prisoners in the Cook County Jail & Other Writings on Crime de Clarence Darrow. ISBN 978-0882862507.
- En 2008, se publicaron sus memorias, Dreams & Everyday Life, André Breton, Surrealism, Rebel Worker, SDS & the Seven Cities of Cibola, sobre su vida en la década de 1960, desde la mudanza a Chicago hasta el encuentro con André Breton en París, pasando por Londres y volviendo a Chicago en 1968. ISBN 978-0882862842.
- En 2018, se publicó Make Love, Not War: Surrealism 1968! (Charles H. Kerr Publishing), escrito en coautoría con Don LaCoss y Michael Lowy. ISBN 978-1732606708.
- En 2019, salió Surrealism: Inside the Magnetic Fields (City Lights Publishers), que relata sus experiencias y perspectiva histórica en el campo del surrealismo. ISBN 978-0872867680.

Como editora
- En 1998, editó The Story of Mary MacLane & Other Writings de Mary MacLane, que fue reeditado por Charles H. Kerr, que había sido publicado originalmente en 1902. MacLane ha sido aclamada como la primera 'Nueva Mujer' de la literatura, la primera flapper y una precursora del surrealismo.[8] ISBN 978-0882862330.
- En 2009 se publicó una colección de historias reales de Chicago, Armitage Avenue Transcendentalists, editada por Rosemont y Janina Ciezadlo. ISBN 978-0882862903.

## Activismo social
Rosemont fue miembro de IWW (Wobblies) y de la SDS en la década de 1960. Junto con Franklin Rosemont, recopiló una colección de panfletos, carteles murales y publicaciones periódicas centradas en la IWW, que adquirió la Biblioteca Newberry en 2008. Su libro Armitage Avenue Transcendentalists detalla historias en la vida de varios activistas, entre ellos el célebre chicagüense Studs Terkel .
En 1977, continuando con la tradición surrealista de protestar contra el arte burgués, Rosemont y otros surrealistas fueron arrestados por repartir folletos como parte de una acción surrealista de protesta contra la “giant billy club” conocida como “Batcolumna" de Claes Oldenberg, en la que Chicago gastó 100.000 dólares para erigirla.

## Reconocimientos
En 1986, el cuadro Marriage of Heaven and Hell fue seleccionado por Arturo Schwartz para estar en la sección Arte y Alquimia de la Bienal de Venecia.
Su pintura The Night Time is the Right Time fue seleccionada por el Chicago Jazz Institute para la camiseta del Festival de Jazz de Chicago de 2000.
En 2001, los Rosemont y Carlos Cortez como miembros de la editorial Charles H. Kerr recibieron el Jackie Eubanks Memorial Award 2001, otorgado por el Grupo de trabajo Social Responsibilities Round Table's Alternatives in Publication de la Asociación de Bibliotecas de Estados Unidos, que reconoce los logros sobresalientes en la promoción de la adquisición y el uso de materiales alternativos en las bibliotecas.